# Herb Mikołajowa

Obecny herb miasta

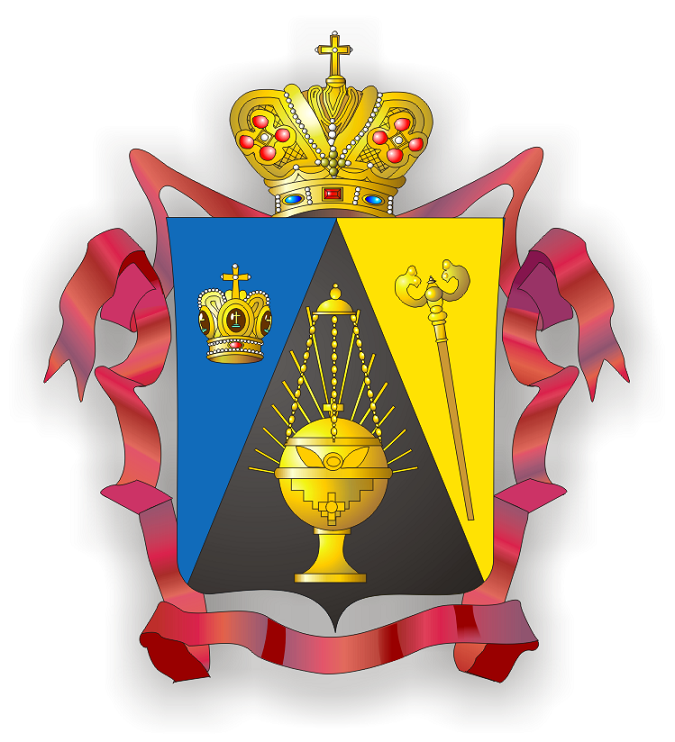
Herb z 1803 r.

Herb Mikołajowa – współczesny herb miasta przedstawia w polu błękitnym mitrę biskupa prawosławnego naturalną na tle skrzyżowanych ukośnie takich samych posochów, ponad złotą galerą bez masztów, na srebrnej wodzie u podstawy. Za tarczą ukoronowaną coroną muralis o trzech blankach srebrną, dwie kotwice skrzyżowane ukośnie złote, oplecione purpurową wstęgą.

## Pierwszy herb miasta
Pierwszy herb nadany został miastu 7 października 1803 r. przez cesarza Aleksandra I. Przedstawiał w tarczy trójdzielnej w krokiew, w polu pierwszym błękitnym wschodnia mitra biskupia naturalna, w polu środkowym czarnym taka sama kadzielnica, w polu lewym złotym takiż posoch. Religijna symbolika herbu nawiązywała do postaci patrona miasta św. Mikołaja z Myry.

## Drugi herb

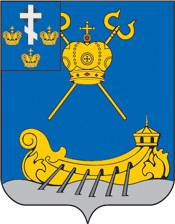
Herb z 1883 r.

Drugi herb miasta został zatwierdzony 16 marca 1883 r. Departament heroldii senatu Rosji wprowadził symbolikę nawiązującą do znaczenia Mikołajowa jako jednego z największych portów południa Imperium. Herb przedstawiał w polu błękitnym mitrę biskupa prawosławnego naturalną na tle skrzyżowanych ukośnie takich samych posochów, ponad złotą galerą bez masztów, na srebrnej wodzie u podstawy. W prawym kantonie błękitnym herb guberni chersońskiej. Za tarczą ukoronowaną coroną muralis o trzech blankach srebrną, dwie kotwice skrzyżowane ukośnie złote, oplecione purpurową wstęgą Orderu św. Aleksandra.

## Trzeci herb

Herb miejski z okresu ZSRR

Jako kolejny herb został przyjęty przez radę miejską Mikołajowa w roku 1969 wybrany z prac konkursowych projekt plastyka W. S. Kozłowskiego. W tarczy czerwonej żaglowiec o trzech masztach srebrny pod takimiż żaglami pod skrzyżowanymi sierpem z młotem i nazwą miasta złotymi, w kampanii błękitnej pół zębatego koła złotego.

## Czwarty, obecny herb
Jako obecny herb został przyjęty przez radę miejską 26 września 1997 r. herb miasta z roku 1883, pozbawiony herbu guberni.